# Krybbebidning
Krybbebidning (på engelsk 'cribbing' eller 'crib biting') er en unormal adfærd hos dyr eller stereotypi, der ses hos nogle heste. Det indebærer, at hesten sætter sine fortænder om faste genstande som stalddør eller hegn. Det resulterer i, at den øveste del af halsen trækkes mod genstanden og hesten derved sluger luft.
'Luftslugning" er en beslægtet adfærd, hvor hesten hvælver halsen og suger luft ned i luftrøret uden at bide i en fast genstand. Luftslugning menes at udgøre en del af krybbebidning snarere end at være en separat adfærd. Krybbebidning og luftslugning har været knyttet som en kausal effekt på kolik hos heste og mavesår.

## Negative konsekvenser
Krybbebidning og luftslugning har været knyttet til en højere forekomst af mavesår og er også defineret som risikofaktorer for visse typer kolik hos heste. Krybbebidning kan forårsage forringelse af tandstatus. Det er set, at heste kan efterligne disse adfærdsmønstre fra andre heste.

## Årsager
Forskere er generelt enige om, at krybbebidning og luftslugning forekommer oftest hos heste på stald. Kedsomhed, stress, vane og afhængighed er alle mulige årsager til Krybbebidning og luftslugning. Det blev foreslået i en undersøgelse fra 2002, at sammenhængen mellem tarmlidelser som gastrisk betændelse eller kolik og unormal oral adfærd kan tilskrives miljøfaktorer.

## Behandling
Det er blevet vist, at fodring af krybbebidende heste med en syreneutraliserende kost kan reducere dens krybbebidning. Aktuel forskning viser, at forebyggelse af krybbebidning og relateret adfærd er baseret på hesteledelsens betingelser, som tillader daglig fri bevægelighed og hesteernæring, der giver større mængder af grovfoder og begrænsede mængder af kraftfoder. Flere studier tyder på, at fedt- og fiberbaserede kost også kan resultere i roligere adfærdsmønstre.
Der er flere metoder til at minimere eller forhindre krybbebidning og luftslugning. Men effektiviteten er diskutabel, da de ikke løser  årsagerne. En metode der forhindrer, at hesten sluger luft er en såkaldt krybbebiderrem (krave-lignende anordning). Andre metoder til at forhindre krybbebidning er kirurgi, akupunktur, brug af lægemidler, fodring, pensling af træværk med hjortetaksolie og miljøberigelse.